# Isogona acygonia
Isogona acygonia là một loài bướm đêm trong họ Erebidae.